# SVO
У лінгвістичній типології, subject–verb–object (SVO) — це порядок слів у реченні, де підмет (Subject) стоїть на першому місці, присудок (Verb) — на другому, і додаток (Object) — на третьому. Мови можна відносити до типу SVO за умови, що послідовність цих елементів у немаркованих реченнях (тобто реченнях, у яких незвичний порядок слів не вжито задля наголосу) є панівною. У цю групу входить українська мова. Приклад: «Сем з'їв йогурт». 
SVO — це другий за поширеністю порядок слів серед відомих науці мов, після SOV. Разом, на SVO і SOV припадає понад 87% мов світу.
Ярлик SVO також нерідко чіпляють і на ергативні мови, хоча вони не мають підмета у називному відмінку.

## Властивості
У мовах «Підмет–присудок–додаток» відносні означальні речення майже завжди розташовуються після іменників, до яких вони відносяться, а сполучники — перед підрядними обставинними реченнями, при цьому діалекти китайської мови є помітним винятком.
Хоча в деяких мовах «Підмет–присудок–додаток» у Західній Африці, найвідомішою з яких є Еве, в іменникових словосполученнях вживаються післяйменники, переважна більшість цих мов має прийменники. У більшості мов SVO іменники в родовому відмінку розташовуються після головного у словосполученні слова, але значна частина цих мов, у тому числі — післяйменникові SVO-мови Західної Африки, Мови мяо-яо, деякі сино-тибетські мови, і такі європейські мови, як шведська, данська, литовська і латвійська мають преномінальний генітив (як цього можна було б очікувати від мови SOV).
Неєвропейські мови SVO зазвичай мають сильну тенденцію розміщувати прикметники, вказівні займенники та числівники після іменників, яких вони стосуються, проте в китайській, в’єтнамській, малайзійській та індонезійській мовах числівники розміщують перед іменниками. Деякі лінгвісти почали розглядати числівник як критичну точку у відношенні відповідності цих мов жорсткому відгалуженню в праву сторону. 
В англійській мові існує сильна тенденція використовувати допоміжне дієслово перед головним: I am thinking. He should reconsider.

## Мовні відмінності та варіації
Прикладом порядку слів SVO в англійській мові є:
Andy ate cereal. (Енді з'їв пластівці).
У аналітичних мовах, таких як англійська, порядок «Підмет–присудок–додаток» відносно негнучкий, оскільки він визначає, яка частина речення є підметом, а яка — додатком. «The dog bit Andy» (Пес укусив Енді) та «Andy bit the dog» (Енді вкусив пса) мають два абсолютно різні значення, тоді як у випадку «Bit Andy the dog» може бути важко визначити, чи це повне речення чи фрагмент, де «Andy the dog» – це додаток, а підмет — пропущений або прихований).
Ситуація є складнішою в мовах, які не мають строгого порядку присудка і додатка, нав'язаного їхньою граматикою, наприклад, в українській, російській, фінській, чи угорській. Тут порядок слів скоріше регулюється наголосом.
У турецькій, нормою вжитку є SOV, але SVO може інколи вживатися задля того, щоби зробити акцент на дієслові. Наприклад, «John terketti Mary'yi» (буквально: Джон покинув Мері) відповідає на запитання «Що Джон зробив із Мері?» замість звичайного [SOV-]речення  «John Mary'yi terketti» (Джон Мері покинув).
У деяких реченнях, особливо у головних реченнях, німецька, голландська та кашмірська демонструють порядок «Підмет–присудок–додаток», але насправді вони є мовами, де дієслово — завжди на другому місці, а не мовами SVO у значенні типу порядку слів. Вони мають SOV у підрядних реченнях, як наведено в прикладі 1 нижче. Приклад 2 показує вплив дієслова на другому місці: перший член речення, який стоїть перед присудком, не обов'язково є підметом.
1. «Er weiß, dass ich jeden Sonntag das Auto wasche»/«Hij weet dat ik elke zondag de auto was» (німецька та голландська відповідно: «Він знає, що я кожної неділі машину мию»). Порівняйте з простим реченням «Ich wasche das Auto jeden Sonntag»/«Ik was de auto elke zondag», «Я мию машину кожної неділі»
2. «Jeden Sonntag wasche ich das Auto»/«Elke zondag was ik de auto» (німецька та голландська відповідно: «Кожної неділі мию я машину»). «Ich wasche das Auto jeden Sonntag»/«Ik was de auto elke zondag» ідеально перекладається на українську як «Я мию машину кожної неділі», але розміщення прислівника на початку призводить до структури, яка відрізняється від української.